# 이지현 (작가)
이지현은 대한민국의 드라마 극본 작가이자 영화 각본 작가, 애니메이션 극본 작가, 웹툰 스토리 작가, 웹소설 작가이다.

## 극본

### 영화
- 2013년 영화 《소원택시》(각본)
- 2014년 영화 《설계》(공동집필)

### 드라마
- 2018년 MBN 수요드라마 《연남동 539》(공동집필)